# Vasileios Kostopoulos
Vasileios Kostopoulos (Atenas 16 de fevereiro de 1995) é um voleibolista profissional grego, jogador posição ponta. Desde a temporada 2019/2020 é jogador do clube Foinikas Siro.